# Paon (héraldique)
Pour les articles homonymes, voir Paon (homonymie).
Le paon est connu comme meuble héraldique depuis le XIIe siècle. 
Lorsque le prince Guillaume de Wied est nommé comme prince d'Albanie en 1914, le paon est adopté dans l'écusson chargeant l'aigle bicéphale du blason d'Albanie.
Le paon se rencontre aussi en tant que support, comme par exemple dans les armoiries des Habsbourg.
Lorsque les ocelles sont d'un émail particulier, le paon se blasonne miraillé ; de face, la tête de profil, et faisant la roue, le paon est blasonné rouant,.

Blason de la principauté d'Albanie (1914-1925)
Saint-Paul : D'azur au paon rouant d'or[4].
Ecquedecques : D'or au sautoir de gueules, à la tête de paon contournée de sinople brochant en abîme[5]
Collongues : D'or au paon passant d'azur sur une terrasse de sinople[6].
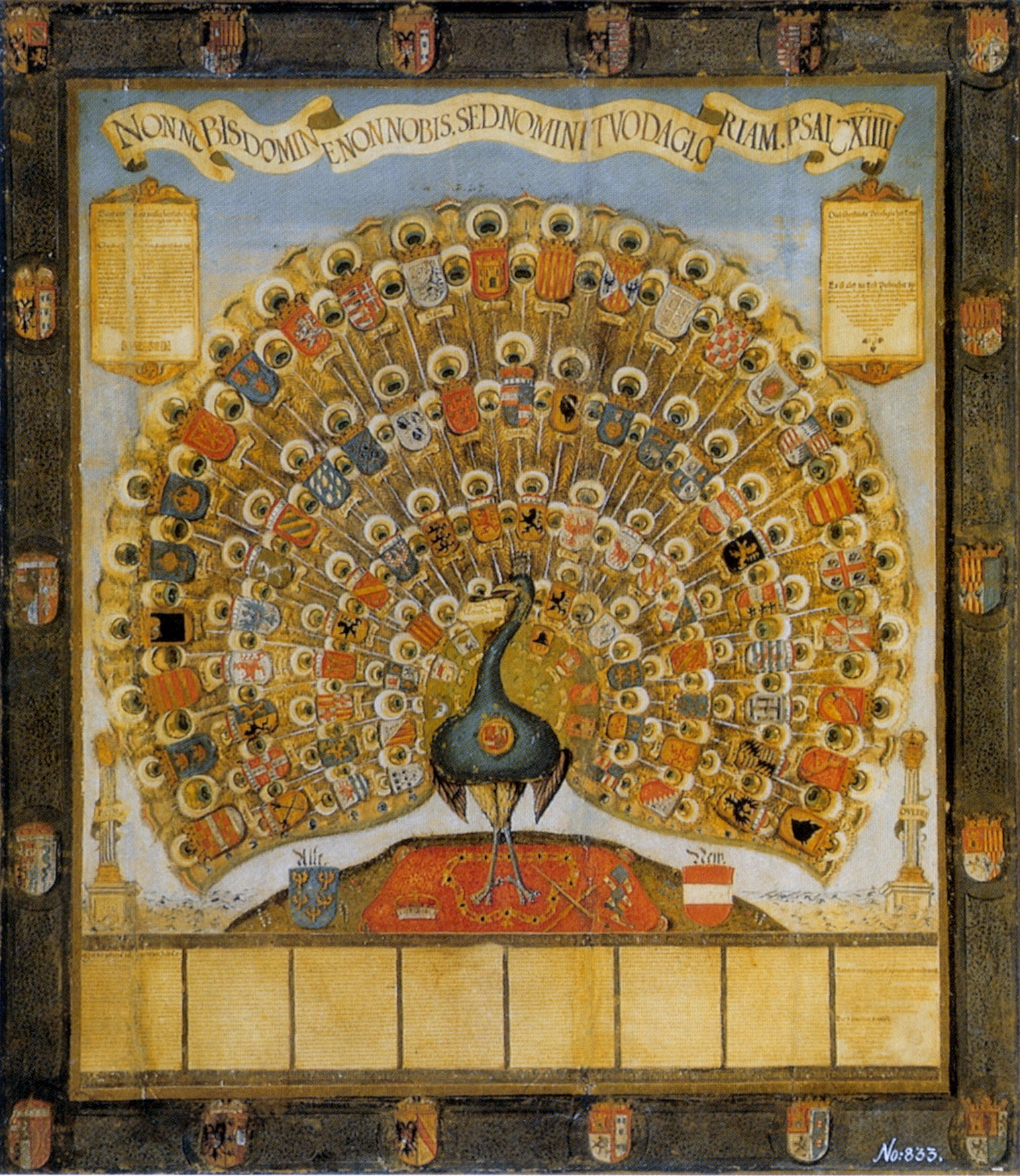
Un paon faisant la roue comme support vers 1555.
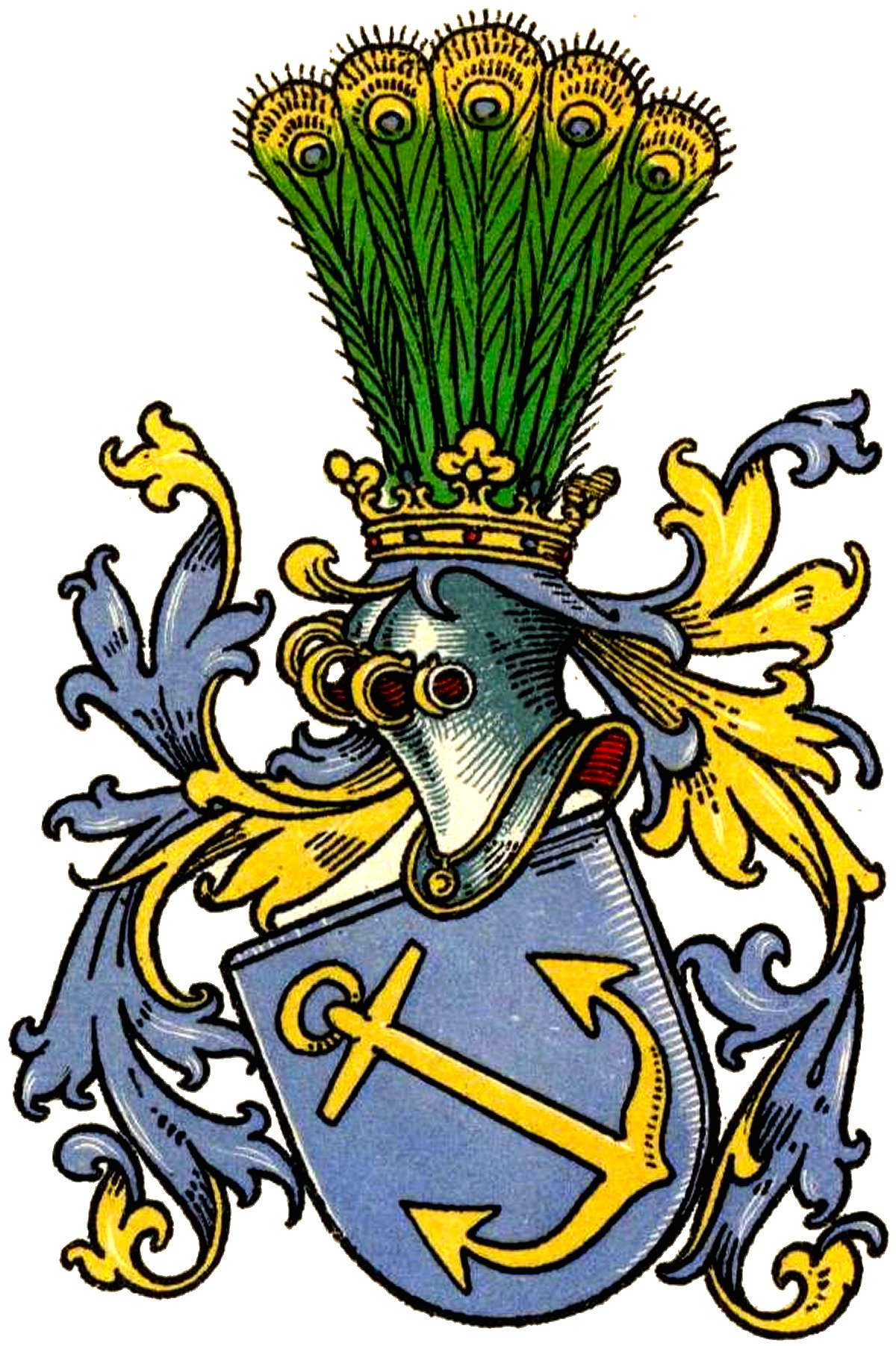
Armoiries des comtes de Lingen.
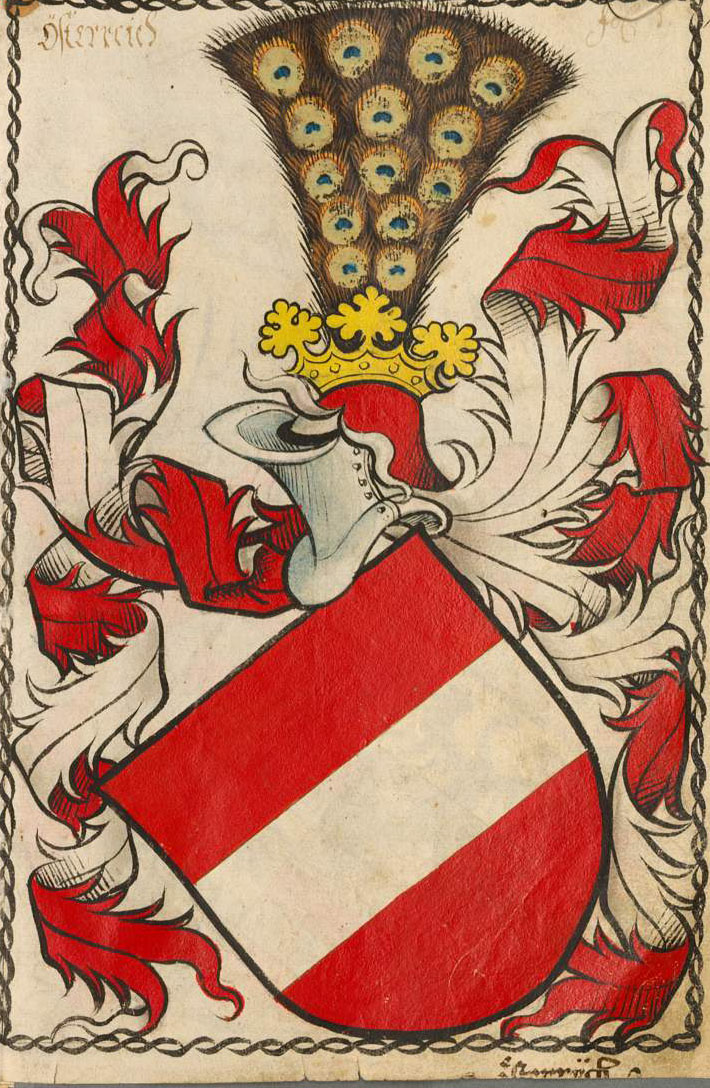
Armoiries de la maison de Babenberg.
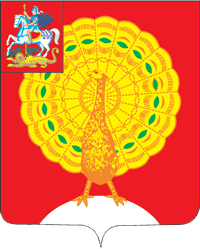
Serpoukhov (Russie).
Fällanden dans le canton de Zurich.